# Pellegrino Claudio Sestieri
Pellegrino Claudio Sestieri (Roma, 1º agosto 1910 – Terracina, 30 luglio 1973) è stato un archeologo italiano.

## Biografia
Nacque a Roma dove frequentò il Liceo Classico e nel 1928 si iscrisse alla Facoltà di Lettere e Filosofia dell'Università degli Studi "La Sapienza" conseguendo la laurea nel 1932 con Giulio Quirino Giglioli e discutendo la tesi "Sulle antichità di Sutri".
Negli anni 1933-1934 conseguì il perfezionamento alla Scuola Archeologica italiana di Atene dove conobbe l'archeologa Maria Bertarelli, che sposò nel 1938.
Sestieri morì a Terracina il 30 luglio 1973, prima di vedere pubblicato il suo ultimo scritto "Il nuovo Museo Pigorini (Sezione Etnografia)", che resta un'ulteriore testimonianza della sua fervida attività nel campo della ricerca etnografica sia in Italia che all'estero.

## Carriera
Nel 1937 fu assegnato alla R. Soprintendenza per l'Antichità ed Arte del Bruzio e della Lucania e a Metaponto si occupò dei saggi di scavo presso il Tempio delle Tavole Palatine, nella necropoli occidentale della città e presso il Tempio di Apollo Liceo. Durante la Seconda Guerra Mondiale il Ministero dell'educazione nazionale affidò al Sestieri la tutela del patrimonio dei territori occupati in Grecia ed Albania, incarico che mantenne anche dopo il congedo dalle armi. In Albania, partecipò alla campagna di scavo sul sito dell'antica Apollonia da cui emersero importanti reperti ed edifici archeologici di epoca greca e romana.
Nel 1947 fu direttore alla Soprintendenza di Salerno e Potenza di cui sarà anche soprintendente occupandosi di redigere un rapporto sui danni di guerra e sulla situazione dei materiali conservati presso i Musei Provinciali di Potenza, Salerno e nella Villa romana di Minori. Come archeologo si occupò degli scavi nella necropoli del Gaudo a Paestum, i cui risultati furono illustrati nel 1950 a Firenze al I Congresso Internazionale di Preistoria e Protostoria mediterranea.
Archeologo militante ed entusiasta, dedicò anni di lavoro e di studio anche ad altri centri del territorio di sua competenza e svolse importanti ricerche nelle necropoli protostoriche nel territorio pestano, nella Valle del Sarno e a Pontecagnano. Nel 1951 in Lucania avviò uno scavo sistematico a Grumentum che riguardò il teatro antico.
Anche a Paestum svolse un'intensa attività oltre che di ricerca e di scavi, di sistemazione di tutto il complesso monumentale: le mura e le porte, i templi e l'area sacra, il foro, i santuari diventarono quasi un parco archeologico. Le indagini furono rivolte prevalentemente verso l'area urbana e le necropoli immediatamente a nord delle mura; all'interno delle quali, a partire dal 1947, furono condotte numerose esplorazioni che divennero più ampie grazie ai fondi della Cassa del Mezzogiorno. Nel 1952 si completò lo scavo delle stipi del Tempio di Atena e si esplorò l'area meridionale con un'importantissima scoperta riguardante le antichissime stipi che consentirono di attribuire i templi alle divinità cui erano stati dedicati.
Nel territorio pestano, effettuò lo scavo dei tempietti funerari e delle tombe ellenistiche in località Gromola e greche in località Pila che risolsero importanti problemi legati alla fondazione della città. Le grandi necropoli di Arcioni, Laghetto e Andriuolo furono oggetto, da parte del Sestieri, di enormi campagne di scavo che portarono alla luce enormi quantità di materiali, i quali furono sistemati in un nuovo edificio, il Museo Archeologico di Paestum che egli inaugurò nel 1952.
Gli scavi di Paestum e l'attività museale resero il Sestieri ben noto tra gli archeologi sia in Italia si all'estero dove tenne numerose conferenze e riunioni scientifiche.
Verso la fine del 1960 fu trasferito a Roma e gli venne affidato il Museo preistorico Etnografico "Luigi Pigorini" e dopo pochi anni fu promosso Soprintendente di I classe. 
Nel 1962, il Sestieri iniziò la più impegnativa opera di archeologo con l'attività etnografica del Museo come rappresentante del Ministero nella Commissione pre-colombiana per la Missione italiana in Perù. I risultati delle prime campagne di scavo, condotte con l'intento di vedere com'era strutturato l'impianto urbanistico antico, furono presentati nel 1967 in una Mostra allestita a Roma, nella Sala del Collegio Romano. 
Numerose furono anche le campagne di scavo in siti preistorici che condusse in Sardegna e in Calabria, portando alla luce un importante giacimento preistorico, con una stratigrafia dal Paleolitico ai Metalli nella Grotta della Madonna a Praia a Mare.

## Riconoscimenti
Grazie al suo contributo all'archeologia fu nominato "Norton Lecturer" dell'Archeological Institute of America, con sede all'Università di Boston considerata dagli americani il più alto riconoscimento degli studiosi europei; ricevette anche la Verdiest Kreux 1. Klasse della Repubblica Federale Tedesca. Nel 1957 fu nominato Cavaliere al Merito della Repubblica Italiana e nel 1972 fu insignito della medaglia d'oro ai Benemeriti della Scuola della Cultura e dell'Arte.